# Andinet
Die Andinet war ein Frachtschiff der äthiopischen Ethiopian Shipping and Logistics Services.
Das Schiff wurde unter der Baunummer 306 auf der Werft Fincantieri – Cantieri Navali Italiani in Marghera gebaut und im April 1985 abgeliefert.

## Beschreibung
Der Antrieb des Schiffes erfolgte durch einen Viertakt-Dieselmotor des Herstellers Grandi Motori Trieste (Typ: 4RTA58) mit 6.145 kW Leistung. Für die Stromversorgung standen drei Dieselgeneratoren mit jeweils 670 kW Leistung zur Verfügung.
Das Deckshaus befand sich im hinteren Bereich des Schiffes. Vor dem Deckshaus befanden sich vier Laderäume. Zwischen den Räumen 1 und 2, 2 und 3 sowie 3 und 4 befanden sich mittschiffs jeweils ein Doppelkran, der auf einem gemeinsamen Fundament aufgesetzt war. Die Krane konnten jeweils unabhängig voneinander den vor oder hinter dem Kran liegenden Laderaum bedienen oder zur Backbord- oder Steuerbordseite arbeiten. Ein weiterer Kran befand sich hinter dem Deckshaus.
Die Laderäume fassten 20.842 m³ Schüttgut bzw. 17.701 m³ Stückgut. Die Containerkapazität des Schiffes betrug 367 TEU.

## Geschichte
Das Schiff wurde von der Ethiopian Shipping Line unter anderem in deren Liniendienst zwischen dem Nordkontinent und Äthiopien eingesetzt.
2015 wurde das Schiff verschrottet.

### Zwischenfälle
Am 21. Dezember 2003 ging in schwerer See vor der niederländischen Insel Vlieland ein Teil der Decksladung über Bord. Insgesamt verlor das Schiff drei Container, die jeweils 221 Fässer mit dem Pestizid Arsenpentoxid enthielten, sowie weitere 63 Fässer mit dem Pestizid, die aus beschädigten Containern gefallen waren. Das Schiff befand sich auf dem Weg nach Bremen. Es lief den Hafen in der Nacht zum 24. Dezember 2003 an. Dort wurden beschädigte Fässer gelöscht und umgestürzte Container wieder aufgerichtet sowie das Deck von ausgelaufenen Pestiziden gereinigt.
Die über Bord gegangenen Container wurden im Januar 2004 mithilfe eines Schwimmkrans geborgen. Die über Bord gegangenen Fässer wurden mithilfe der niederländischen Marine gesucht. Die Suche verlief jedoch erfolglos und wurde Ende Februar 2004 eingestellt.
Das Schiff wurde mehrfach von somalischen Piraten angegriffen: Am 17. November 2008 wurde es auf dem Weg nach Dschibuti angegriffen. Von der Fregatte Karlsruhe, die sich nach einem Einsatz in der Standing NATO Maritime Group 2 in dem Seegebiet befand, wurde der Bordhubschrauber entsandt, bei dessen Eintreffen die Piraten flohen. Am 26. Januar 2011 wurde das Schiff im Arabischen Meer rund 490 Seemeilen östlich der vor dem Horn von Afrika gelegenen, jeminitischen Insel Sokotra angegriffen. Bewaffnete Sicherheitskräfte an Bord des Schiffes wehrten den Angriff ab. Am 22. Juli 2011 wurde das Schiff im Golf von Aden rund 100 Seemeilen südwestlich von Mukalla im Jemen angegriffen. Diesmal wurde der Angriff von einem in der Nähe befindlichen Kriegsschiff vereitelt. Ein weiterer Angriff auf das Schiff ereignete sich am 23. März 2012 im Arabischen Meer rund 220 Seemeilen östlich der in Oman liegenden Stadt Sur. Auch dieses Mal wurde der Angriff von bewaffneten Sicherheitskräften an Bord abgewehrt.